# インド映画の歴代海外興行収入一覧
インド映画の歴代海外興行収入一覧では、ヒンディー語映画、南インド映画、西ベンガル映画を含むインドの全言語映画の海外興行収入上位作品について記載する。

## 主な海外市場

### ソビエト連邦
インド国外で初めて商業公開されたインド映画は、1943年ベンガル飢饉を題材に製作されたハージャー・アフマド・アッバスの『Dharti Ke Lal』であり、1949年にソビエト連邦で公開された。複数の国で公開された最初のインド映画は、メーブーブ・カーンが製作した『アーン』であり、アメリカ合衆国、イギリス、フランス、日本を含む28か国でそれぞれ17の言語字幕が付いて公開され興行的な成功を収めた。同じくメーブーブが製作した『インドの母』はヨーロッパ、ロシア、東側諸国、旧フランス統治領域、ラテンアメリカで公開され異例のヒットを記録した。
1980年代まで、インド映画最大の海外市場はソビエト連邦だった。『Dharti Ke Lal』公開以後、同国でブロックバスターを記録したのは、1954年に公開されたラージ・カプールの『放浪者』だった。同作は40年近くにわたりソビエト連邦の映画興行成績上位に位置し続けた。ソビエト連邦の崩壊までの間に同国で公開されたインド映画は約300本であり、その大半はボリウッド映画だった。また、同国で2000万枚以上のチケットを売り上げた映画のうち50本がインド映画であり、ハリウッド映画41本と比較しても高い販売記録を残している。同国では定期的にインド映画が数百本のポジフィルムで配給され、人気作になると1,000本以上のポジフィルムが配給された。ソビエト連邦で最大のヒットを記録したインド映画はミトゥン・チャクラボルティー主演の『Disco Dancer』であり、海外市場で1億枚以上のチケットを売り上げたインド映画は『放浪者』のみだったと言われている。

### 南アジア
1990年代に入りソビエト連邦が崩壊し、インド映画の最大市場は南アジア（ディアスポラ）に移った。同地域のディアスポラ市場は1990年代初頭に開拓され、NRIをターゲットにした映画に数多く出演したシャー・ルク・カーンはスター俳優の地位を確立した。シャー・ルク主演の『Darr』、マドゥリ・ディークシットとサルマーン・カーンが主演した『Hum Aapke Hain Koun..!』の成功後、シャー・ルクが主演した『DDLJ 勇者は花嫁を奪う』がブロックバスターを記録した。同作の成功後、インド映画の上映スクリーン数が増加し、海外市場での公開が増加傾向となった。シャー・ルク主演の『ディル・セ 心から』はイギリスの興行収入トップ10入りした最初のインド映画となった。2000年にはインド映画の海外輸出市場は年間1億ドルの利益を生み出すようになった。ナシールッディーン・シャー主演の『モンスーン・ウェディング』は初の国際共同製作作品であり、シャー・ルク主演の『マイネーム・イズ・ハーン』は海外興行収入10億ルピーを記録した最初のインド単独製作作品となった。同作の成功に続き『きっと、うまくいく』も興行的な成功を収めた。

### 中国
中華人民共和国では1970年代から1980年代にかけて、『放浪者』『Caravan』『Noorie』『Disco Dancer』などが成功を収めた。しかし、その後は21世紀にアーミル・カーンが登場するまで、中国市場でインド映画の人気は低迷した。アーミル主演作で初めて中国全域で公開されたのは『ラガーン』だった。『きっと、うまくいく』が公開された当時、中国はインド映画にとって上位15番目の市場だったが、これは中国で広範囲にわたり海賊版が横行していたためである。しかし、同作は海賊版を通して中国全域に浸透し、カルト的な人気を集めることになった。また、当時の中国で上位12位の人気作となり、これによりアーミルは中国市場でファン層を形成することに成功した。2013年までに中国はアメリカに次ぐ世界第2位の映画市場に成長し、『チェイス!』を始めとするアーミル主演作の中国での成功の道を開くことになった。『PK』は海外興行収入20億ルピーを記録した最初のインド映画となり、『ダンガル きっと、つよくなる』は海外興行収入100億ルピーを記録した最初のインド映画となった。『ダンガル きっと、つよくなる』は中国では12億9,900万元の興行収入を記録している。同作は海外市場で最も人気のある非英語映画第5位、全国で最も人気のある非英語外国映画第1位を記録した。『シークレット・スーパースター』の公開初週末の興行収入は『ダンガル きっと、つよくなる』の記録を抜き、アーミルの「スーパースター」「中国の興行収入王」としての地位を確固たるものにした。2018年にはサルマン主演の『バジュランギおじさんと、小さな迷子』、イルファーン・カーン主演の『ヒンディー・ミディアム』が成功を収めた。

## 海外興行収入

### ドル基準
順位はUSドルを基準にしている。参考としてインド・ルピーに換算した興行収入を併記しているが、ドル＝ルピーの為替レートは年月の経過により変動するため一貫性は担保されていない。
| 順位 | 作品名                                              | 年   | 製作会社                                                                                                   | 監督                                   | 海外興行収入 (USドル) | 海外興行収入 (インド・ルピー) | 出典            |
| ---- | --------------------------------------------------- | ---- | --- | -------------------------------------- | --------------------- | ----------------------------- | --------------- |
| 1    | ダンガル きっと、つよくなる                         | 2016 | アーミル・カーン・プロダクション UTVモーション・ピクチャーズ ウォルト・ディズニー・カンパニー・インディア  | ニテーシュ・ティワーリー               | 2億6000万ドル         | 169億3000万ルピー             | [ n 3 ]         |
| 2    | シークレット・スーパースター                        | 2017 | アーミル・カーン・プロダクション                                                                           | アドヴェイト・チャンダン               | 1億4000万ドル         | 156億4000万ルピー             | [ n 4 ]         |
| 3    | バジュランギおじさんと、小さな迷子                  | 2015 | サルマーン・カーン・フィルムズ カビール・カーン・フィルムズ                                                | カビール・カーン                       | 8040万ドル            | 53億7000万ルピー              | [ n 5 ]         |
| 4    | Disco Dancer                                        | 1982 | B・スバーシュ・ムービー・ユニット                                                                          | バッバル・スバーシュ                   | 7585万ドル            | 9億4300万ルピー               | [ n 1 ]         |
| 5    | バーフバリ 王の凱旋                                 | 2017 | アルカ・メディアワークス                                                                                   | S・S・ラージャマウリ                   | 5851万ドル            | 38億1000万ルピー              | [ 65 ]          |
| 6    | PK                                                  | 2014 | UTVモーション・ピクチャーズ ラージクマール・ヒラーニ・フィルムズ                                           | ラージクマール・ヒラーニ               | 5340万ドル            | 36億5000万ルピー              | [ 23 ] [ n 8 ]  |
| 7    | 盲目のメロディ〜インド式殺人狂騒曲〜                | 2018 | ヴァイアコム18モーション・ピクチャーズ マッチボックス・ピクチャーズ                                        | シュリラーム・ラガヴァン               | 4878万ドル            | 36億1000万ルピー              | [ 66 ]          |
| 8    | ヒンディー・ミディアム                              | 2017 | T-Series                                                                                                   | サケート・チョードリー                 | 3652万ドル            | 23億7000万ルピー              | [ n 9 ]         |
| 9    | チェイス!                                           | 2013 | ヤシュ・ラージ・フィルムズ                                                                                 | ヴィジャイ・クリシュナ・アーチャールヤ | 3560万ドル            | 22億9000万ルピー              | [ 23 ] [ n 10 ] |
| 10   | きっと、うまくいく                                  | 2009 | リライアンス・エンターテインメント                                                                         | ラージクマール・ヒラーニ               | 3050万ドル            | 19億ルピー                    | [ 23 ] [ n 11 ] |
| 11   | Dilwale                                             | 2015 | レッド・チリーズ・エンターテインメント                                                                     | ローヒト・シェッティ                   | 3020万ドル            | 19億4000万ルピー              | [ 23 ] [ n 12 ] |
| 12   | スルターン                                          | 2016 | ヤシュ・ラージ・フィルムズ                                                                                 | アリー・アッバース・ザファル           | 2982万ドル            | 20億ドル                      | [ 69 ]          |
| 13   | パドマーワト 女神の誕生                             | 2018 | バンサーリー・プロダクション ヴァイアコム18モーション・ピクチャーズ                                        | サンジャイ・リーラー・バンサーリー     | 2914万ドル            | 18億5000万ルピー              | [ 48 ]          |
| 14   | Jagir                                               | 1984 | プラモード・フィルムズ                                                                                     | プラモード・チャクラボルティー         | 2801万ドル            | 3億5300万ルピー               | [ n 13 ]        |
| 15   | 放浪者                                              | 1951 | オール・インディア・フィルム・コーポレーション R・K・フィルムズ                                            | ラージ・カプール                       | 2583万ドル            | 1億5300万ルピー               | [ n 18 ]        |
| 16   | Hichki                                              | 2018 | ヤシュ・ラージ・フィルムズ                                                                                 | シッダールト・P・マルホートラ          | 2500万ドル            | 17億4000万ルピー              | [ n 19 ]        |
| 17   | マイネーム・イズ・ハーン                            | 2010 | レッド・チリーズ・エンターテインメント ダルマ・プロダクション                                              | カラン・ジョーハル                     | 2350万ドル            | 11億ルピー                    | [ 81 ]          |
| 18   | 炎                                                  | 1975 | ユナイテッド・プロデューサーズ シッピー・フィルムズ                                                        | ラメーシュ・シッピー                   | 2329万ドル            | 1億8900万ルピー               | [ n 23 ]        |
| 19   | 私はピエロ                                          | 1970 | R・K・フィルムズ                                                                                           | ラージ・カプール                       | 2213万ドル            | 1億6800万ルピー               | [ n 24 ]        |
| 20   | SANJU サンジュ                                      | 2018 | ラージクマール・ヒラーニ・フィルムズ ヴィノード・チョープラー・フィルムズ                                  | ラージクマール・ヒラーニ               | 2150万ドル            | 14億8000万ルピー              | [ 85 ]          |
| 21   | ロボット2.0                                         | 2018 | ライカー・プロダクションズ                                                                                 | シャンカル                             | 2150万ドル            | 14億ルピー                    | [ 86 ]          |
| 22   | ボビー                                              | 1973 | R・K・フィルムズ                                                                                           | ラージ・カプール                       | 2144万ドル            | 1億9200万ルピー               | [ n 28 ]        |
| 23   | Barood                                              | 1976 | ジュグヌ・エンタープライゼス                                                                               | プラモード・チャクラボルティー         | 2125万ドル            | 1億7300万ルピー               | [ n 32 ]        |
| 24   | タイガー 甦る伝説のスパイ                           | 2017 | ヤシュ・ラージ・フィルム                                                                                   | アリー・アッバース・ザファル           | 2030万ドル            | 12億9000万ルピー              | [ 89 ]          |
| 25   | チェンナイ・エクスプレス 〜愛と勇気のヒーロー参上〜 | 2013 | レッド・チリーズ・エンターテインメント                                                                     | ローヒト・シェッティ                   | 2000万ドル            | 12億1000万ルピー              | [ 90 ] [ n 33 ] |
| 26   | Toilet: Ek Prem Katha                               | 2017 | - ヴァイアコム18モーション・ピクチャーズ - クリアルジ・エンターテインメント - フライデー・フィルムワークス | シュリー・ナーラーヤン・シン           | 1888万ドル            | 12億9000万ルピー              | [ n 34 ]        |
| 27   | Thugs of Hindostan                                  | 2018 | ヤシュ・ラージ・フィルムズ                                                                                 | ヴィジャイ・クリシュナ・アーチャールヤ | 1870万ドル            | 13億4000万ルピー              | [ n 35 ]        |
| 28   | Seeta Aur Geeta                                     | 1972 | シッピー・フィルムズ                                                                                       | ラメーシュ・シッピー                   | 1821万ドル            | 1億6000万ルピー               | [ 14 ] [ n 39 ] |
| 29   | Happy New Year                                      | 2014 | レッド・チリーズ・エンターテインメント                                                                     | ファラー・カーン                       | 1721万ドル            | 10億5000万ルピー              | [ 68 ] [ 94 ]   |
| 30   | Mom                                                 | 2017 | ジー・スタジオ                                                                                             | ラヴィ・ウディヤワル                   | 1609万ドル            | 11億ルピー                    | [ 95 ] [ 96 ]   |

### インフレ調整額
順位はインフレ調整したインド・ルピーを基準としている。
| 順位 | 作品名                                | 年   | 製作会社                                                                                                  | 監督                                   | 海外興行収入 (USドル) | インフレ調整額                     | 出典     |
| ---- | ------------------------------------- | ---- | --- | -------------------------------------- | --------------------- | ---------------------------------- | -------- |
| 1    | ダンガル きっと、つよくなる           | 2016 | アーミル・カーン・プロダクション UTVモーション・ピクチャーズ ウォルト・ディズニー・カンパニー・インディア | ニテーシュ・ティワーリー               | 2億6000万ドル         | 182億ルピー（2億7100万ドル）       | [ n 3 ]  |
| 2    | Disco Dancer                          | 1982 | B・スバーシュ・ムービー・ユニット                                                                         | バッバル・スバーシュ                   | 7585万ドル            | 117億6000万ルピー（1億8300万ドル） | [ n 1 ]  |
| 3    | 放浪者                                | 1951 | オール・インディア・フィルム・コーポレーション R・K・フィルムズ                                           | ラージ・カプール                       | 2583万ドル            | 116億ルピー（1億7700万ドル）       | [ n 18 ] |
| 4    | シークレット・スーパースター          | 2017 | アーミル・カーン・プロダクション                                                                          | アドヴェイト・チャンダン               | 1億4000万ドル         | 94億ルピー（1億4000万ドル）        | [ n 4 ]  |
| 5    | 私はピエロ                            | 1970 | R・K・フィルムズ                                                                                          | ラージ・カプール                       | 2213万ドル            | 84億6000万ルピー（1億3000万ドル）  | [ n 24 ] |
| 6    | ボビー                                | 1973 | R・K・フィルムズ                                                                                          | ラージ・カプール                       | 2144万ドル            | 63億8000万ルピー（1億ドル）        | [ n 28 ] |
| 7    | Mamta                                 | 1966 | N・T・スタジオ                                                                                            | アシット・セン                         | 1447万ドル            | 63億8000万ルピー（9900万ドル）     | [ n 43 ] |
| 8    | Char Dil Char Rahen                   | 1959 | ナーヤー・サンサル                                                                                        | ハドジャ・アフマド・アッバス           | 1106万ドル            | 59億1000万ルピー（9200万ドル）     | [ n 45 ] |
| 9    | バジュランギおじさんと、小さな迷子    | 2015 | サルマーン・カーン・フィルムズ カビール・カーン・フィルムズ                                               | カビール・カーン                       | 8040万ドル            | 58億ルピー（8800万ドル）           | [ n 5 ]  |
| 10   | Aradhana                              | 1969 | ユナイテッド・プロデューサーズ                                                                            | シャクティ・サマンタ                   | 1429万ドル            | 55億1000万ルピー（8600万ドル）     | [ n 49 ] |
| 11   | Phool Aur Patthar                     | 1966 | ラルハン・プロダクション                                                                                  | O・P・ラルハン                         | 1289万ドル            | 53億1000万ルピー（8300万ドル）     | [ n 51 ] |
| 12   | Barood                                | 1976 | ジュグヌ・エンタープライゼス                                                                              | プラモード・チャクラボルティー         | 2125万ドル            | 52億4000万ルピー（8048万ルピー）   | [ n 32 ] |
| 13   | Seeta Aur Geeta                       | 1972 | シッピー・フィルムズ                                                                                      | ラメーシュ・シッピー                   | 1821万ドル            | 51億7000万ルピー（8,000万ドル）    | [ n 39 ] |
| 14   | 炎                                    | 1975 | ユナイテッド・プロデューサーズ シッピー・フィルムズ                                                       | ラメーシュ・シッピー                   | 2329万ドル            | 51億4000万ルピー（7900万ドル）     | [ n 23 ] |
| 15   | Love in Simla                         | 1960 | フィルマラーヤ                                                                                            | R・K・ナヤール                         | 9720万ドル            | 51億1000万ルピー（8000万ドル）     | [ n 53 ] |
| 16   | Jagte Raho                            | 1956 | R・K・フィルムズ                                                                                          | ソンブ・ミトラ アミット・マイトラ      | 9330万ドル            | 47億7000万ルピー（7400万ドル）     | [ n 55 ] |
| 17   | Hamraaz                               | 1967 | ユナイテッド・プロデューサーズ                                                                            | B・R・チョープラー                     | 1128万ドル            | 47億ルピー（7300万ドル）           | [ n 58 ] |
| 18   | Gunga Jumna                           | 1961 | シティズン・フィルムズ                                                                                    | ニティン・ボース                       | 8920万ドル            | 45億7000万ルピー（7100万ドル）     | [ n 60 ] |
| 19   | PK                                    | 2014 | UTVモーション・ピクチャーズ ラージクマール・ヒラーニ・フィルムズ                                          | ラージクマール・ヒラーニ               | 5340万ドル            | 42億ルピー（6500万ドル）           | [ n 8 ]  |
| 20   | Jagir                                 | 1984 | プラモード・フィルムズ                                                                                    | プラモード・チャクラボルティー         | 2801万ドル            | 41億ルピー（6300万ドル）           | [ n 13 ] |
| 21   | Ram Aur Shyam                         | 1967 | ヴィジャヤ・インターナショナル                                                                            | タピ・チャナクヤ                       | 1010万ドル            | 39億6000万ルピー（6000万ドル）     | [ n 63 ] |
| 22   | バーフバリ 王の凱旋                   | 2017 | アルカ・メディアワークス                                                                                  | S・S・ラージャマウリ                   | 5851万ドル            | 38億1000万ルピー（5900万ドル）     | [ 65 ]   |
| 23   | Haathi Mere Saathi                    | 1971 | デーヴァル・フィルムズ                                                                                    | M・A・ティルムガム                     | 8920万ドル            | 37億6000万ルピー（5900万ドル）     | [ n 67 ] |
| 24   | きっと、うまくいく                    | 2009 | リライアンス・エンターテインメント                                                                        | ラージクマール・ヒラーニ               | 3050万ドル            | 35億ルピー（5200万ドル）           | [ n 11 ] |
| 25   | 盲目のメロディ 〜インド式殺人狂騒曲〜 | 2018 | ヴァイアコム18モーション・ピクチャーズ マッチボックス・ピクチャーズ                                       | シュリラーム・ラガヴァン               | 4878万ドル            | 36億1000万ルピー（4878万ドル）     | [ 66 ]   |
| 26   | Caravan                               | 1971 | ナシール・フセイン・フィルムズ T・V・フィルムズ                                                           | ナーシル・フセイン                     | 1300万ドル            | 31億ルピー（4500万ドル）           |          |
| 27   | Zanjeer                               | 1973 | フィルミスタン                                                                                            | プラカーシュ・メーラ                   | 1458万ドル            | 28億2000万ルピー（4400万ドル）     | [ n 71 ] |
| 28   | チェイス!                             | 2013 | ヤシュ・ラージ・フィルムズ                                                                                | ヴィジャイ・クリシュナ・アーチャールヤ | 3560万ドル            | 27億2000万ルピー（4200万ドル）     | [ n 10 ] |
| 29   | Raja Jani                             | 1972 | セブン・アート・ピクチャーズ                                                                              | モハン・シェーガル                     | 1485万ドル            | 26億ルピー（3900万ドル）           | [ n 75 ] |
| 30   | ヒンディー・ミディアム                | 2017 | Tシリーズ                                                                                                 | サケート・チョードリー                 | 3652万ドル            | 23億8000万ルピー（3652万ドル）     | [ n 9 ]  |

### 年間最高興行収入
| 年   | 作品名                             | 海外興行収入 （USドル） | 海外興行収入 （インド・ルピー） | インフレ調整額                     | 出典                  |
| ---- | ---------------------------------- | ----------------------- | ------------------------------- | ---------------------------------- | --------------------- |
| 1952 | アーン (1952)                      | 16万2410ドル            | 77万3060ルピー                  | 1億9000万ルピー（279万ドル）       | [ 2 ] [ n 15 ] [ 72 ] |
| 1954 | 放浪者 (1951)                      | 2583万ドル              | 1億5300万ルピー                 | 116億ルピー（1億7700ドル）         | [ n 18 ]              |
| 1972 | 私はピエロ (1970)                  | 2213万ドル              | 1億6800万ルピー                 | 84億6000万ルピー（1億3000万ドル）  | [ n 24 ]              |
| 1975 | ボビー (1973)                      | 2144万ドル              | 1億9200万ルピー                 | 63億8000万ルピー（9500万ドル）     | [ n 28 ]              |
| 1984 | Disco Dancer (1982)                | 7585万ドル              | 9億4300万ルピー                 | 117億6000万ルピー（1億8300万ドル） | [ n 1 ]               |
| 2010 | マイネーム・イズ・ハーン (2010)    | 2370万ドル              | 11億ルピー                      | 22億ルピー（3410万ドル）           | [ 81 ] [ 68 ]         |
| 2011 | きっと、うまくいく (2009)          | 3050万ドル              | 16億3000万ルピー                | 32億8000万ルピー（5200万ドル）     | [ n 11 ]              |
| 2014 | チェイス! (2013)                   | 3560万ドル              | 22億9000万ルピー                | 27億2000万ルピー（4200万ドル）     | [ n 10 ]              |
| 2015 | PK (2014)                          | 5340万ドル              | 34億3000万ルピー                | 38億4000万ルピー（6000万ドル）     | [ n 8 ]               |
| 2017 | ダンガル きっと、つよくなる (2016) | 2億6000万ドル           | 169億3000万ルピー               | 182億ルピー（2億7100万ドル）       | [ n 3 ]               |

### 各国最高興行収入
| 国名                  | 作品名                              | 年   | 興行収入 （現地通貨）         | 興行収入 （USドル） | 出典                    |
| --------------------- | ----------------------------------- | ---- | ----------------------------- | ------------------- | ----------------------- |
| アジア                |                                     |      |                               |                     |                         |
| 中華人民共和国        | ダンガル きっと、つよくなる (2016)  | 2017 | 12億9912万元                  | 2億1620万ドル       | [ 37 ] [ 50 ]           |
| 中華人民共和国        | Caravan (1971)                      | 1979 | チケット売上数1億枚           | 1300万ドル          | [ 97 ]                  |
| アラブ首長国連邦      | バーフバリ 王の凱旋 (2017)          | 2017 | 4076万9767ディルハム          | 1110万ドル          | [ 98 ]                  |
| 中華民国（台湾）      | ダンガル きっと、つよくなる (2016)  | 2017 | 1億6684万4341新台湾ドル       | 640万ドル           | [ 99 ] [ n 76 ]         |
| 韓国                  | Black (2005)                        | 2009 | 62億5436万7609ウォン          | 588万ドル           | [ 100 ] [ 101 ]         |
| レバノン              | Happy New Year (2014)               | 2014 | 74億922万8150レバノン・ポンド | 488万6127ドル       | [ 102 ]                 |
| マレーシア            | Dilwale (2015)                      | 2015 | 1464万535リンギット           | 374万8696ドル       | [ 103 ]                 |
| マレーシア            | ロボット2.0 (2018)                  | 2018 | 2600万リンギット              | 372万930ドル        | [ 104 ]                 |
| 香港                  | ダンガル きっと、つよくなる (2016)  | 2017 | 2713万9998香港ドル            | 360万ドル           | [ 105 ] [ n 77 ]        |
| パキスタン            | SANJU サンジュ (2018)               | 2018 | 3億7300万パキスタン・ルピー   | 353万6886ドル       | [ 106 ]                 |
| 日本                  | ムトゥ 踊るマハラジャ (1995)        | 1998 | 4億円                         | 305万5651ドル       | [ 107 ] [ 108 ]         |
| ネパール              | バーフバリ 王の凱旋 (2017)          | 2017 | 2億5,000万ネパール・ルピー    | 239万2116ドル       | [ 109 ]                 |
| インドネシア          | マイネーム・イズ・ハーン (2010)     | 2010 | 145億3768万1534ルピア         | 160万ドル           | [ 110 ]                 |
| シンガポール          | Dilwale (2018)                      | 2018 | 150万6315シンガポール・ドル   | 100万ドル           | [ 111 ]                 |
| スリランカ            | マジック (2017)                     | 2017 | 1億スリランカ・ルピー         | 65万5953ドル        | [ 112 ]                 |
| ユーラシア            |                                     |      |                               |                     |                         |
| ソビエト連邦          | Disco Dancer (1982)                 | 1984 | 6000万ルーブル                | 7585万3350ドル      | [ n 6 ]                 |
| ソビエト連邦          | 放浪者 (1951)                       | 1954 | チケット売上数1億枚           | 1697万ドル          | [ 15 ] [ n 18 ]         |
| トルコ                | シークレット・スーパースター (2017) | 2017 | 181万5038リラ                 | 46万8276ドル        | [ 113 ] [ 114 ]         |
| ロシア                | マイネーム・イズ・ハーン (2010)     | 2010 | 488万545ルーブル              | 16万1064ドル        | [ 115 ] [ 116 ]         |
| アメリカ州            |                                     |      |                               |                     |                         |
| アメリカ合衆国 カナダ | バーフバリ 王の凱旋 (2017)          | 2017 | 2018万6659ドル                | 2018万6659ドル      | [ 117 ]                 |
| ペルー                | Dilwale (2015)                      | 2016 | 101万1653ソル                 | 31万7686ドル        | [ 118 ] [ 119 ]         |
| アルゼンチン          | めぐり逢わせのお弁当 (2013)         | 2014 | 190万9640アルゼンチン・ペソ   | 22万7751ドル        | [ 120 ] [ 121 ]         |
| メキシコ              | めぐり逢わせのお弁当 (2013)         | 2014 | 188万5972メキシコ・ペソ       | 14万4673ドル        | [ 120 ] [ 122 ]         |
| ブラジル              | めぐり逢わせのお弁当 (2013)         | 2014 | 27万1798レアル                | 11万9582ドル        | [ 120 ] [ 123 ]         |
| コロンビア            | めぐり逢わせのお弁当 (2013)         | 2014 | 2億3938万1792コロンビア・ペソ | 11万6840ドル        | [ 120 ] [ 124 ]         |
| ヨーロッパ            |                                     |      |                               |                     |                         |
| イギリス              | チェイス! (2013)                    | 2013 | 271万319ポンド                | 444万6998ドル       | [ 125 ] [ 126 ] [ 127 ] |
| ドイツ                | めぐり逢わせのお弁当 (2013)         | 2013 | 128万6912ユーロ               | 170万7390ドル       | [ 128 ]                 |
| ドイツ                | サラーム・ボンベイ! (1988)          | 1989 | 245万7916マルク               | 155万736ドル        | [ n 78 ]                |
| フランス              | めぐり逢わせのお弁当 (2013)         | 2013 | 309万5196ユーロ               | 410万6501ドル       | [ n 79 ]                |
| フランス              | サラーム・ボンベイ! (1988)          | 1988 | 2155万2566フラン              | 380万3394ドル       | [ n 80 ]                |
| イタリア              | めぐり逢わせのお弁当 (2013)         | 2013 | 32万7364                      | 44万4915ドル        | [ 120 ] [ 135 ]         |
| スペイン              | Parched (2016)                      | 2016 | 23万5223ユーロ                | 26万4058ドル        | [ 136 ] [ 137 ]         |
| スウェーデン          | めぐり逢わせのお弁当 (2013)         | 2014 | 298万2258クローナ             | 44万8856ドル        | [ 120 ] [ 138 ]         |
| オーストリア          | めぐり逢わせのお弁当 (2013)         | 2013 | 17万7860ユーロ                | 23万9926ドル        | [ 139 ] [ 128 ]         |
| ベルギー              | ロボット2.0 (2018)                  | 2018 | 15万4085ユーロ                | 21万2057ドル        | [ 120 ] [ 140 ]         |
| ノルウェー            | めぐり逢わせのお弁当 (2013)         | 2014 | 103万16クローネ               | 17万1202ドル        | [ 120 ] [ 141 ]         |
| オランダ              | マイネーム・イズ・ハーン (2010)     | 2010 | 9万3909ユーロ                 | 12万7875ドル        | [ 115 ] [ 142 ]         |
| オセアニア            |                                     |      |                               |                     |                         |
| オーストラリア        | バーフバリ 王の凱旋 (2017)          | 2017 | 335万372オーストラリア・ドル  | 247万4974ドル       | [ 143 ] [ 144 ]         |
| ニュージーランド      | パドマーワト 女神の誕生 (2018)      | 2018 | 87万937ニュージーランド・ドル | 63万4621ドル        | [ 145 ] [ 146 ]         |
| フィジー              | Golmaal Again (2017)                | 2017 | 48万4258フィジー・ドル        | 23万5440ドル        | [ 147 ]                 |
| アフリカ              |                                     |      |                               |                     |                         |
| ナイジェリア          | マダム・イン・ニューヨーク (2012)   | 2012 | 1億3373万2816ナイラ           | 84万2330ドル        | [ 148 ] [ 149 ]         |
| エジプト              | マイネーム・イズ・ハーン (2010)     | 2010 | 291万1204エジプト・ポンド     | 51万7018ドル        | [ 115 ] [ 150 ]         |
| 南アフリカ共和国      | Dilwale (2015)                      | 2015 | 480万3006ランド               | 37万6000ドル        | [ 151 ]                 |

### 国際共同製作作品
| 順位 | 作品名                                       | 年   | 製作会社 | 共同製作国                              | 監督                                  | 海外興行収入 （ドル） | 海外興行収入 （インド・ルピー） | 海外興行収入 （インフレ調整）      | 出典            |
| ---- | -------------------------------------------- | ---- | --- | --------------------------------------- | ------------------------------------- | --------------------- | ------------------------------- | ---------------------------------- | --------------- |
| 1    | リンカーン                                   | 2013 | ドリームワークス 20世紀フォックス リライアンス・エンターテインメント パーティシパント・メディア                                       | アメリカ合衆国                          | スティーヴン・スピルバーグ            | 2億7500万ドル         | 161億1000万ルピー               | 204億9000万ルピー（2億9600万ドル） | [ 152 ]         |
| 2    | ヘルプ 〜心がつなぐストーリー〜              | 2011 | ドリームワークス リライアンス・エンターテインメント                                                                                   | アメリカ合衆国 アラブ首長国連邦         | テイト・テイラー                      | 2億1660万ドル         | 101億1000万ルピー               | 155億7000万ルピー（2億4100万ドル） | [ 153 ]         |
| 3    | ガンジー                                     | 1982 | ゴールドクレスト・フィルムズ インド国立映画開発公社                                                                                   | イギリス                                | リチャード・アッテンボロー            | 1億3411万ドル         | 9億7780万ルピー                 | 170億7000万ルピー（2億6200万ドル） | [ n 83 ]        |
| 4    | Bride and Prejudice                          | 2005 | パテ イギリス映画評議会 キントップ・ピクチャーズ ベンド・イット・フィルムズ インサイド・トラック・フィルムズ ブライド・プロダクション | イギリス アメリカ合衆国                 | グリンダ・チャーダ                    | 2471万ドル            | 10億9000万ルピー                | 27億7000万ルピー（3170万ドル）     | [ 161 ] [ 162 ] |
| 5    | モンスーン・ウェディング                     | 2001 | ミーラーバーイ・フィルムズ デリー・ドットコム                                                                                         | フランス ドイツ イタリア アメリカ合衆国 | ミーラー・ナーイル                    | 2245万ドル            | 11億ルピー                      | 31億2000万ルピー（4800万ドル）     | [ n 2 ]         |
| 6    | Adventures of Ali-Baba and the Forty Thieves | 1980 | イーグル・フィルムズ ウズベクフィルム                                                                                                 | ソビエト連邦                            | ラティフ・ライジエフ ウメシュ・メーラ | 2050万ドル            | 2億2100万ルピー                 | 39億7000万ルピー（6100万ドル）     | [ n 84 ]        |
| 7    | その名にちなんで                             | 2006 | ミーラーバーイ・フィルムズ UTVモーション・ピクチャーズ エンターテインメント・ファーム                                                 | アメリカ合衆国 日本                     | ミーラー・ナーイル                    | 1850万ドル            | 10億500万ルピー                 | 24億ルピー（2300万ドル）           | [ 167 ] [ 168 ] |
| 8    | とらわれの水                                 | 2005 | ディーパ・メータ・フィルムズ フラグシップ・インターナショナル デイヴィッド・ハミルトン・プロダクション エコー・ライク・プロダクション | カナダ アメリカ合衆国                   | ディーパ・メータ                      | 1042万ドル            | 4億7200万ルピー                 | 11億3000万ルピー（1300万ドル）     | [ 169 ] [ 170 ] |
| 9    | カーマ・スートラ/愛の教科書                  | 1997 | NDFインターナショナル ポニーキャニオン パンドラ・フィルムプロダクション チャンネル4フィルムズ ミーラーバーイ・フィルムズ              | イギリス ドイツ 日本                    | ミーラー・ナーイル                    | 8600万ドル            | 3億1230万ルピー                 | 11億9000万ルピー（1340万ドル）     | [ 171 ] [ 168 ] |
| 10   | Salaam Mumbai                                | 2016 | チラグディープ・インターナショナル フィルムラン                                                                                       | イラン                                  | コルバン・モハマドプア                | 3900万ドル            | 2億5400万ドル                   | 3億9100万ルピー（400万ドル）       | [ 172 ]         |